# Тайфур, Ферди
Ферди Тайфур (15 ноября 1945, Адана — 2 января 2025, Medical Park Antalya Hospital, Муратпаша, Анталья) — турецкий певец, актёр и композитор. Один из наиболее известных и успешных исполнителей арабесков в истории Турции. На пике славы его популярность сравнима с такими звёздами, как Зеки Мюрен, Барыш Манчо и Ажда Пеккан. Государственный артист Турции.

## Биография
Родился 15 ноября 1945 года в Адане. Отец будущего певца, Джумалы-бей, назвал сына в честь знаменитого в то время актёра озвучивания Ферди Тайфура. Учёбу певца в школе прервало убийство отца, которое вынудило его с малых лет работать, а также помогать отчиму на ферме. Порой он также пел на свадьбах.
Решение выбрать музыкальную карьеру пришло к Тайфуру после того, как он занял второе место на песенном конкурсе, объявление о котором случайно прочёл в газете. После этого Тайфур вопреки воле отчима отправился в Стамбул, где работал, играя на багламе. Свой первый альбом «Yapıştı Canıma Bir Kara Sevda» он выпустил в возрасте 22 лет. Этот и ряд последующих альбомов оказались не слишком успешны, поэтому Тайфуру пришлось вернуться в Адану и работать трактористом.
Лишь выпущенный в 1970 году седьмой по счёту альбом «Kaderimsin» принёс Тайфуру славу. После этого он стал выпускать по два альбома в год, в каждом из которых было две песни. В 1976 году Тайфур выпустил свой самый известный альбом «Çeşme» (Фонтан). В том же году началась актёрская карьера Тайфура, он снялся в фильме «Çeşme» (Фонтан). Всего в 1976-89 годах Тайфур снялся в 34 кинокартинах, во всех из них он исполнял песни. После 2000 года начал сниматься также в ТВ-сериалах.
Лауреат девяти премий «Golden Record Awards».

### Личная жизнь
В 1974 году женился на Зелихе Туран Байбурт, у них было трое детей. В 1976 году женился второй раз, его новой супругой стала Неджла Назыр, с которой он познакомился на съёмках фильма «Çeşme» (Фонтан).

### Болезнь и смерть
В 2020 году Тайфуру пересадили почку от его сына.
Скончался 2 января 2025 года в больнице Антальи в возрасте 79 лет.